# Vernalossom
Vernalossom是日本一家演藝事業公司，現時是AKB48集團海外姊妹團體的營運單位，此前也曾為日韓組合IZ*ONE的日本營運及AKB48集團日本國內團體的營運單位。除了經紀公司的功能外，也經營唱片製作、出版發行、電影企畫等演藝業務。 2006年成立時名為AKS，2020年4月1日起改為現名。

## 概要
公司於2006年設立，公司名稱是由AKB48的主要創辦者：秋元康（Akimoto）、窪田康志（Kubota）、芝幸太郎（Shiba）的日語羅馬字首字而來。不久從音樂演出製作的公司轉變為藝人從屬的經紀公司風格。公司理念是「平凡的少女，一邊追逐夢想一邊作爲AKB48活動，決定事務所，展示娛樂界造星過程中最具夢想的部分」。
2011年11月1日從原本SKE48的營運方PYTHAGORAS PROMOTION INC.當中承接了SKE48全體成員及管理SKE48事業的全體工作人員，其公司內部結構自此亦產生了較大的變化。
在AKS正式改名以前，AKS主要是AKB48、HKT48、NGT48的營運者及經紀公司，2009年開始活動並於2012年暫停活動的SDN48，以及自2011年11月至2018年3月為止的SKE48也曾由AKS營運並擔任部分成員的經紀。也正因如此，上述這些團體的甄選合格者均以AKS作為在團體中最初所屬的經紀公司。但值得注意的是，AKS並非個別成員所屬的經紀公司，因此做為一個藝人，這些團體的成員如果沒有以個人身份與其他經紀公司簽約，實際上等同是自由職業。成員在往後如果有較佳的演藝表現並獲得其他經紀公司的青睞，就可以選擇自AKS轉籍至其他經紀公司。
AKB48集團旗下日本國內各團中，NMB48和STU48在團體成立至今都不是由AKS直營，其營運單位（特許經營）分別為吉本興業子公司Showtitle、以及株式會社STU。而SKE48的營運單位則在2019年3月起改為KeyHolder的子公司Zest。
2020年1月，AKS宣佈為了達到強化運營效率的目的，於同年4月起，AKS將不再負責AKB48集團日本國內各團的營運工作，僅專注於管理AKB48集團海外各團的專營權，以及期間限定女子音樂組合IZ*ONE的日本營運事務。公司本身則更名為「Vernalossom」，帶有「春天綻放之花」的含意。至於原有AKB48、HKT48與NGT48的營運部門則分別轉籍至新成立的株式會社DH、株式會社Mercury及株式會社Flora，加上本身就已經獨立管理的SKE48、NMB48及STU48在內，AKB48集團日本國內的六個團體均宣告獨立運作。

## 歷史
2006年
- KRK Produce株式會社代表董事窪田康志于東京都江東区成立了这一公司，主要负责女子偶像團體AKB48的運營、主要管理事業。
- AKB48劇場的運營業務由為有限公司office48轉移到AKS。
- AKS唱片公司獨立製作并于2月与6月發售AKB48的单曲《櫻花的花瓣們》和《裙襬飄飄》。

2007年
- AKB48成員（一部份成員除外）的管理業務office48轉移到AKS。
- 第三期AKB48追加成員甄選開始。這時甄選合格者全員歸AKS所屬。

2009年
- 8月、成立了以超过20歳以上的限制，卖点为性感的AKB48的姊妹團體「SDN48」。

2010年
- 10月、首間海外官方專門店「AKB48官方店舗香港」於香港西九龍中心開業。
- 12月、位於香港的「AKB48博物館香港」開業。

2011年
- 1月、電影《AKB48 夢想起飛》與東宝有限公司製作。
- 5月、福岡縣事務局設立，AKB48的姊妹團體「HKT48」的結成，開始運營。
- 同月、新加坡海外第2間店铺「AKB48官方店舗・新加坡」、「AKB48新加坡劇場」開業。
- 6月、台湾台北市海外第3間店铺「AKB48官方店舗&咖啡廳台湾」開業。
- 同月、AKB48新加坡項目第三彈「AKB48官方咖啡館・新加坡 （页面存档备份，存于）」開業。
- 7月  京樂產業收購AKS 80%股份,京樂產業取締役代表社長榎本善紀,京樂產業取締役細井孝宏 成為AKS外務取締役。
- 7月、東京都澀谷區神宮前的「AKB48官方店舗原宿」開業。
- 9月、東京都千代田区神田的「AKB48咖啡館&商店秋葉原」開業。
- 11月、AKB48的姊妹團體「SKE48」全成員由有限公司PYTHAGORAS PROMOTION INC.（日语：ピタゴラス・プロモーション）從事SKE48事業全體工作人員，轉籍到有限公司AKS[3]。
- 同月、HKT48劇場（福岡市中央区）開始運營。
- 同月、中国・上海市海外第4間店铺「AKB48官方店铺上海」開業。

2012年
- 1月、電影『DOCUMENTARY of AKB48 Show must go on 少女們即使受傷、也在努力實現夢想』與東宝製作。
- 3月、福岡市中央区大名（日语：大名 (福岡市)）的「AKB48咖啡館&商店博多」開業。
- 同月、所屬團體SDN48的成員全員畢業[4]。
- 4月、大阪市中央区難波千日前（日语：難波千日前）的「AKB48咖啡館&商店難波」開業[5]。

2015年
- 4月、新潟辦事處（NGT48運営事務局=開設準備室）設立、今村悦朗が所長（NGT48劇場支配人）就任。
- 5月24日、新潟事業所（NGT48劇場兼運営事務局）之設置場所公佈在LoveLa2（日语：LoveLa万代）4F[6]。

2018年
- 12月27日、與Keyholder簽訂業權轉讓協議、於2019年3月1日起將SKE48及其21名工作人員轉籍至旗下株式會社SKE[7]。

2020年
- 4月1日、AKS正式更名為「Vernalossom」、同時退出日本國內AKB48集團的運營、日後僅管理在海外的9個AKB48集團及日韓組合IZ*ONE日本運營。原有日本國內AKB48集團組合將單獨運營、AKB48成員轉籍至旗下株式會社DH、HKT48成員轉籍至旗下株式會社Mercury、NGT48成員轉籍至旗下株式會社Flora。[8][9]
- 12月30日、Vernalossom授权福建省玖璋纪元数字技术有限公司于中国福州市上下杭街区举办的AKB48 CAFE&SHOP开业。

2023年
- 4月1日、Vernalossom將其所有業務轉入子公司Superball。

## 所属藝人
無

## 過去所屬的藝人

### 改名為Vernalossom後
- 宮脇咲良（前HKT48、AKB48、IZ*ONE成員， 現LE SSERAFIM成員）- 加入HKT48前曾所屬Nuts Production，自HKT48畢業後仍所屬Vernalossom直至2021年11月1日。
- 本田仁美（前AKB48、IZ*ONE成員， 現SAY MY NAME成員） - 2022年1月1日起移籍至AKB48的事務所株式會社DH。
- 矢吹奈子（前HKT48、AKB48、IZ*ONE成員）- 2023年1月31日退社。
- Sheki（MNL48）- 2023年4月1日移籍至Superball。
- 下尾美羽（AKB48 Team 8、Team 4）- 2023年4月1日移籍至Superball，並於2024年12月1日移籍至株式會社DH。

小组成员是兼任的話，只在成员“原籍”组合顯示。

### SKE48
特别是全員曾經從PYTHAGORAS PROMOTION INC.移籍往AKS。以下是大組閣後新TEAM體制後從屬AKS的成员。

### HKT48
除了從AKB48移籍的多田爱佳和指原莉乃以外的全员均從属在內。

### NGT48
除了從AKB48移籍的北原里英及兼任之柏木由紀以外的全员均從属在內。
- 现任成员是列出最新所屬隊伍，前成員則列出最终所属隊伍
- 在剧场所属（office 48管理业务委托了时代）移籍到正式經紀公司AKS前;所属經紀公司轉變的人除外。

“※”是從office48移籍者。

### AKB48相關
- AKB48集團單獨運營前已移籍的成員

### SDN48相關
※隨2012年3月31日SDN48全成員畢業，AKS所屬的成員全員退所。

### IZ*ONE
- IZ*ONE（僅日本運營）- 活動期結束

## 相關之放送節目
★…継續中

### 製作
mmbi（NOTTV）之共同制作。
- AKB48のあんた、誰?
- HKT48の「ほかみな」〜そのほかのみなさん〜

### 合作製作
日本電視台
- AKBINGO!（AKB1時59分!、AKB0時59分!）
- AKB600sec.
- HaKaTa百貨店系列（制作著作：VAP inc.。2号館與福岡放送共同協力制作）
- NOGIBINGO!系列（制作著作：VAP inc.。）
- ★馬路須加学園（馬路須加学園4・5・木更津乱闘編）

TBS
- ★ 有吉AKB共和国
- さしこのくせに〜この番組はAKBとは全く関係ありません〜
- ★HKT48のおでかけ!

東京電視台
- 週刊AKB
- 馬路須加学園（馬路須加学園2・3）
- 乃木坂在哪裡？（愛知電視台之共同制作）
- ★乃木坂工事中（愛知電視台之共同制作）

东北新社(家庭劇場)
- ★AKB48神TV

中京電視台
- SKE48的世界征服女子

tsukuba TV.inc（エンタ!371・アイドル専門チャンネルPigoo）
- AKB48+10!
- AKB1/48
- SKE48学園

## 辦事處所在地
〒101-0021 東京都千代田区外神田6-1-8回憶大樓（思い出ビル）

## 關聯公司
- KRKプロデュース株式会社(KRK PRODUCE) （页面存档备份，存于）

1999年3月30日設立。
代表取締役社長：窪田康志
婚禮寫真集企劃、銷售，DVD企劃、製造、銷售，映像內容企劃、製造，WEB、移動內容的企劃、製造，活動映像製作，藝人運營
也進行AKB48的寫真拍攝工作。
AKB48及び関連グループの[PV] 错误：{{Lang}}：无效参数：|3=（帮助）を手がけている中村太洸・丸山健志やAKB48専属カメラマンの安部健太郎らが在籍している。
- [KRK全球寫真有限公司] 错误：{{Lang}}：无效参数：|3=（帮助）

2007年11月20日設立。
董事長：窪田康志
照片沖洗、烙印，映像企劃、製造、銷售，廣告業，活動映像製造等。
- [有限会社レーヴ青山] 错误：{{Lang}}：无效参数：|3=（帮助）

2002年10月設立。
代表取締役社長：窪田康志
婚礼写真撮影
- 株式會社North River（株式会社ノース・リバー）

2011年5月設立。
代表取締役社長：北川謙二（2011年6月頃までKRKプロデュースに在籍）
映像コンテンツ・コンサートなどのプロデュース、自動車旅客貨物運送（ロケバス）、楽曲版権管理（乃木坂46の一部の楽曲）
以上之各定企業之所在地皆位於 東京都渋谷区千駄ヶ谷2-33-8YKビル4F.
- 株式會社osare company（日语：株式会社オサレカンパニー）

本社／東京都千代田區外神田6丁目1番地8號，2013年3月1日設立。
代表取締役：内村和樹
「AKB48企劃」的衣裝、梳化部門從AKS分割為獨立公司。
2013年4月より、AKB48チーフスタイリスト兼AKB48劇場支配人兼AKB48グループ総支配人の茅野忍（office48社員）のほか、AKB48やSKE48,HKT48の衣装・メイクスタッフ（AKS社員）が在籍
- 株式會社VISUALNOTES（日语：株式会社ヴィジュアルノーツ）

本社／東京都千代田區外神田6丁目1番地8號回憶大樓7樓，2014年12月11日設立
株式会社VISUALNOTES／映像制作 | COMPANY
代表取締役：原田潤一
主要從事各種影像作品的企劃、製作，以及演唱會等各式表演活動的錄製等。

### 日本以外
亨達娛樂有限公司
臺北市信義區基隆路二段51號14樓203
AKS在海外的首個全資子公司，負責日本AKB48 Group在台灣的相關業務（NMB48和STU48除外）。
好言娛樂有限公司
AKB48台灣姐妹團 AKB48 Team TP 營運公司。
AKB48（China）Holding Limited
香港註冊企業法人，AKS與中國“中投中財基金管理有限公司”合資創辦，負責在中國大陸設立創建的AKB48姐妹團運營，同時負責日本AKB48 Group在中國大陸地區和港澳地區的相關業務（NMB48和STU48除外），下設以下子公司負責相關業務：
- 上海尚越文化發展有限公司
- 上海艾愷文化傳媒有限公司

BNK48 Office
AKB48泰國姐妹團BNK48運營公司，由AKS與泰國“ROSE ARTIST MANAGEMENT CO.LTD”合資創辦。

## 主要合作媒體
- 株式會社秋元康事務所
- 電通
- Excite Japan Co., Ltd.（日语：エキサイト）
- 國王唱片
- 講談社
- 光文社
- 集英社
- DMM.com LTD
- 世界文化社
- 博報堂

其他

## 脚注
1. 1 2 3 4   (PDF). 株式會社KeyHolder. 2018-11-13  [2018-11-14]. （原始内容 (PDF)存档于2022-05-16） （日语）.
2. ↑  SKE48事業についてPDF - AKS、ピタゴラス・プロモーション 2011年10月31日
3. ↑  SKE48事業についてPDF - AKS、ピタゴラス・プロモーション 2011年10月31日
4. ↑  SDN48オフィシャルブログ （页面存档备份，存于） 2012年2月4日
5. ↑  AKB48 CAFE & SHOP大阪プレオープンにAKB＆NMB登場 （页面存档备份，存于） ナタリー 2012年4月3日
6. ↑  . 日刊スポーツ (nikkansports.com). 2015-05-25  [2015-05-26]. （原始内容存档于2022-04-19）.
7. ↑   (PDF). keyholder.co.jp. 株式会社KeyHolder. 2018-12-27  [2019-01-24]. （原始内容存档 (PDF)于2018-12-28）.
8. ↑  . Like Japan. 2020-01-20  [2020-04-03]. （原始内容存档于2021-05-14）.
9. ↑  . ATC Taiwan. 2020-04-01  [2020-04-03]. （原始内容存档于2022-04-17）.
10. ↑  . AKB48オフィシャルブログ. 2014-01-01  [2014-01-01]. （原始内容存档于2021-12-31）.
11. 1 2 3 4 5 6 7 8 9 10 11  過去に劇場所属として扱われていた者。
12. ↑  2008年6月28日にプロダクション尾木へ移籍するも、同年8月14日に契約解除。同年12月20日から再度AKSに所属し、2010年3月1日にプロダクション尾木へ再び移籍。
13. 1 2  AKB48オフィシャルブログ 2007年7月3日 - 佐藤夏希・野呂佳代は一度office48と所属契約し、その後AKSに移籍。
14. ↑  お知らせ - AKB48公式ブログ
15. ↑  選擇審査不合格2009年1月16日契約解除。同年5月28日復歸研究生選擇審査再次不合格同年12月1日第二度契約解除。
16. ↑  選擇審査不合格2009年1月16日契約解除。同年11月14日復歸研究生選擇審査再次不合格2010年6月20日第二度契約解除。
17. ↑  『QuickJapan Vol.87』P.94（2010年12月22日発行、太田出版）
18. ↑  とらばーゆ｜株式会社オサレカンパニー[永久]
19. ↑  2013年4月3日発売、高橋みなみデビューシングル「Jane Doe」のジャケット内スタッフ一覧より所属が変更されている。

## 外部連結
- （日語）Vernalossom官方網站 （页面存档备份，存于）